# Shun (kineski vođa)
Shun (tradicionalni kineski: 舜) bio je legendarni vođa drevne Kine, jedan među Tri Uzvišena i Pet Careva. Rođen je pod imenom Yao Chonghua (姚重華). Također je bio poznat kao Youyu-shi (有虞氏). 
Vodstvo mu je predao car Yao u dobi od 53, a umro je u dobi od 100 godina, nakon što je predao prijestolje Yuu Velikom. Prijestolnica mu je bila Puban (蒲阪, današnji Shanxi).
U kasnijim periodima su Yaoa i Shuna zbog njihovih vrlina slavili konfucijanski filozofi. Shun je bio posebno poznat po svojoj skromnosti i pobožnosti.
Također je poznat kao Yu Shun (虞舜).

## Vanjske poveznice
- Li Ung Bing. Outlines of Early China History.  Arhivirana inačica izvorne stranice od 15. travnja 2012. (Wayback Machine)